# HIAG Immobilien
Die HIAG Immobilien Holding AG ist ein schweizerisches Unternehmen, das sich mit der Aufwertung von grossen Arealen in der Schweiz beschäftigt. Die Unternehmung gilt als einer der grössten Grundstückbesitzer der Schweiz.

## Geschichte
1876 gründete Ernst Benz in Rorschach einen Betrieb zum Import und zur Verarbeitung von Holz. Mit der Wirtschaftskrise kam das Unternehmen in eine Krise. 1924 übernahm Ernst Schmidheiny die Firma und überführte sie in die Holzindustrie AG. Anschliessend leitete Schmidheinys Sohn Max die Firma für gut 40 Jahre. Im Zuge seiner Nachfolgeregelung ging das Eigentum der Hiag an die Nichten von Max Schmidheiny über: Claudia und Annette Schrafl-Schmidheiny. Letztere heiratete Gustav E. Grisard. Dessen Sohn Felix Grisard stieg mit 30 Jahren in den Verwaltungsrat der Firma ein und übernahm im Alter von 33 Jahren als CEO. 2004 wurde schliesslich die Holzverarbeitung vom Holzhandel und der Immobilienbewirtschaftung getrennt. Die HIAG übernahm den Holzhandel und die Immobilienbewirtschaftung, wobei sich die HIAG um das Jahr 2014 aus dem Holzhandel zurückzog.
Seit Mai 2014 ist das Unternehmen an der SIX Swiss Exchange kotiert.

## Unternehmen
Das Unternehmen hat sich auf grossflächige Industriebrachen spezialisiert, die sie langfristig zu entwickeln versuchen. Bis 2029 sollen so 2,6 Milliarden Franken in rund 60 Projekte investiert werden.